# Melicerita latilaminata
Melicerita latilaminata is een mosdiertjessoort uit de familie van de Cellariidae. De wetenschappelijke naam van de soort is voor het eerst geldig gepubliceerd in 1956 door Rogick.